# 長沢英一郎
長沢 英一郎（ながさわ えいいちろう、正字体：長澤 英一郎、1889年1月30日 - 1965年11月5日）は、大正から昭和の日本の英語学者、英米文学者、教育者、翻訳家。学習院教授、東京学芸大学教授、実践女子大学英文科長、立教大学文学部教授、川村短期大学教授。

## 人物・経歴
1889年（明治22年）生まれ。群馬県出身。
1913年（大正2年）、立教大学文科（現・文学部）を卒業したのち、1916年（大正5年）に東京帝国大学英文学科を卒業した。東京帝国大学の同級には芥川龍之介、久米正雄らがいた。
大学を卒業後、東北学院に務めると、1919年（大正8年）に学習院に転じて、1922年（大正11年）に教授となる。1949年（昭和24年）に学習院を退職。
その間、昭和初期に立教大学文学部教授を兼務し、英文学史を講じた。
その後、東京学芸大学教授、実践女子大学英文科長を歴任した後、1963年（昭和38年）に川村短期大学の教授に就任した。

## 主な著作

### 単著
- 『英作文便覧』[要文献特定詳細情報]
- 『Lessons in English Grammar』東京開成館 1923年
- 『模範講義 ユーニオン第四読本』研究社、1928年
- 『単語の研究　英語英文学講座』英語英文学講座刊行会、1933年

### 共著
- 立教大学英文学会（編）『英米文学 第1巻第2号』（浦口文治・永野毅・金子尚一・河原重憲・奥田周蔵・岡倉由三郎・井出義行・高垣松雄・根岸由太郎・杉木喬との共著）健文社、1930年11月20日
- 『A guide to grammar & composition book one』（岡山茂夫との共著）大学書林、1955年

### 訳書
- オリヴァー・ゴールドスミス『The Vicar of Wakefield』（ウェークフィールドの牧師）研究社、1929年
- 『聖書物語　THE STORIES OF THE BIBLE』研究社、1931年
- バリ『十二磅の目つき 他二篇』岩波書店〈岩波文庫〉、1938年
- ナサニエル・ホーソーン『トワイス・トウルド・テイルズ』（今田耶生子との共訳）富山房、 1939年
- トーマス・デ・クゥインシィ『阿片秘話』新月社、1948年
- ナサニエル・ホーソーン『トワイス・トウルド・テイルズ』研究社、1949年
- ディケンズ『世界名作全集25 二都物語』講談社、1953年
- チャールズ・ラム『ユリシーズの冒険』南雲堂、1958年3月
- 『アリババとアラジン』[要文献特定詳細情報]
- ナサニエル・ホーソーン『伝記物語』[要文献特定詳細情報]